# 위헌정당 해산제도
위헌정당 해산제도(違憲政黨解散制度)란 민주적 기본질서를 침해하려는 비민주적 정당의 조직적 활동으로부터 헌법 질서와 민주주의를 지키기 위한 헌법 보장 제도를 말한다. 방어적 민주주의에 기반을 둠으로써, 자유의 이름으로 자유를 파괴하거나, 민주주의의 이름으로 민주주의를 파괴하려는 것을 막는다.

## 대한민국
대한민국 헌법 제8조에 근거를 둔다. 제1공화국 진보당이 정부의 처분으로 해산되는 경험을 겪고서 정당의 헌법적 보장을 위해 한국은 제2공화국헌법에서 처음으로 정당의 해산제도를 도입하여 헌법재판소의 판결에 의해서만 해산되도록 규정하였다. 이후 제3공화국헌법에서는 대법원에 의한 정당해산조항을 두었으며, 제4·5공화국헌법에서는 헌법위원회에 의한 정당해산조항을 두었으며, 제6공화국헌법은 헌법재판소를 두어 정당해산을 심판하게 하고 있다. 2013년 대한민국 법무부는 이 법률에 따라 헌정 사상 최초로 원내 6석의 의석을 가진 통합진보당에 대한 해산 심판을 청구하였다. 이후, 이에 해당 정당은 헌법재판소에 의해 해산되었다.

### 판례
- 2013헌다1 - 통합진보당 해산심판 사건 : 인용(해산)

## 같이 보기
- 위헌조직
- 방어적 민주주의
- 대한민국 헌법 제8조
- 통합진보당
- 진보당 사건